# Cotis III de Tràcia
Cotis III (en grec antic Κότυς) va ser rei de Tràcia.
Era fill de Remetalces I de Tràcia. Quan Remetalces va morir l'any 13 aC, l'emperador August va repartir els seus dominis entre Rascuporis III, germà del rei difunt, i Cotis, fill de Remetalces, que va rebre la part sud-occidental.
Rascuporis ambicionava el regne del seu nebot però no es va atrevir a cap acte d'agressió mentre va viure August. Quan l'emperador romà va morir, va iniciar la guerra oberta, però Tiberi va ordenar als dos reis de fer la pau. Rascuporis va fingir obrir negociacions i va convidar al seu nebot a un banquet-conferència, on el va fer presoner traïdorament i el va carregar de cadenes; llavors va escriure a Tiberi al·legant que havia actuat per anticipar-se a un complot de Cotis. Tiberi va ordenar l'alliberament del rei i va demanar a Rascuporis la seva presència a Roma per investigar l'afer, cosa que devia passar l'any 18 o 19. Llavors Rascuporis va matar el seu nebot dient que preferia respondre d'un crim comès sencer que per un de mig fet. Tàcit esmenta a Cotis com amable i de bones maneres, i Ovidi parla del seu gust per la literatura i el qualifica de "germà poeta".